# Vesna Pešić
Pour les articles homonymes, voir Pešić.
Vesna Pešić (en serbe cyrillique: Весна Пешић ; née le 6 mai 1940 à Grocka) est une femme politique serbe. Elle est l'un des chefs de l'opposition démocratique en Serbie à l'époque de Slobodan Milošević.
En février 2012, Vesna Pešić annonce qu'elle se retire de la vie politique active après les élections législatives de 2012.

## Biographie
Au début des années 1970, Vesna Pešić fait partie du Mouvement des intellectuels pour la défense et la protection des Droits de l'Homme et des libertés, familièrement connu sous le nom d'« Opposition de Belgrade ». En 1982, elle est arrêtée et emprisonnée pour avoir organisé des manifestations contre l'arrestation d'un groupe d'étudiants de l'université de Belgrade.
En 1985, Vesna Pešić, en tant que membre yougoslave, contribue à la fondation du comité Helsinki ; en 1989, elle contribue à fonder l'Association pour l'initiative démocratique yougoslave et, en 1991, la branche yougoslave du Mouvement européen et le Centre d'action contre la guerre.
Entre 1992 et 1999, elle est présidente de l'Alliance civique de Serbie et, entre 1993 et 1997, elle participe à la coalition politique Zajedno (« Ensemble »), aux côtés du Mouvement serbe du renouveau de Vuk Drašković et du Parti démocratique de Zoran Đinđić.
Vesna Pešić est ambassadrice au Mexique de 2001 à 2005, d'abord pour la République fédérale de Yougoslavie et pour la Serbie-et-Monténégro, qui succède à cette entité.
En 2007, après la fusion de l'Alliance civique de Serbie et du Parti libéral-démocrate, elle devient présidente du conseil politique du Parti libéral-démocrate. En 2011, à la suite de différends politiques avec Čedomir Jovanović, Vesna Pešić quitte le parti.
Vesna Pešić est députée à l'Assemblée nationale de Serbie de 1993 à 1997 puis de 2007 à 2012.

## Vie privée
Vesna Pešić est mariée au juriste Srđa Popović dont elle a un fils prénommé Boris.